# Conservatorio Ron Shulamit
El Conservatorio Ron Shulamit (en hebreo: קונסרבטוריון רון שולמית) es un conservatorio de música en Israel. La educación musical se desarrolló en Israel en gran parte debido a los esfuerzos pioneros de Shulamit Rupin, quien estableció el primer conservatorio en Jaffa en 1910. El conservatorio se mudó a Tel Aviv y se convirtió en un punto focal para los residentes de allí. En el momento, 1.800 personas vivían en Tel Aviv y el 37% de los niños de la ciudad estudiaba en el Conservatorio. El Conservatorio cuenta con muchos músicos inmigrantes, ayudando de esta manera en su proceso de absorción. Más de 400 estudiantes se entrenan en el Conservatorio de cada año, algunos llegando a ganar premios por sus logros en su campo en las competiciones nacionales.